# Жил Офман
Жил Алфонс Офман (фр. Jules Hoffmann; Ехтернах, 2. август 1941) француски је биолог, пореклом Луксембуржанин, директор и члан Управног одбора Националног центра за научна истраживања у Стразбуру, Француска. Године 2007. именован је за председника Француске академије наука.
Заједно са Брусом Бојтлером, америчким имунологом и генетичарем, добио је половину новчаног износа Нобелове награде за физиологију или медицину за 2011. за „открића у области активирања урођеног имунитета”. Друга половина награде припала је Ралфу М. Стајнману, канадском имунологу и ћелијском биологу, за „откриће дендритских ћелија и њихове улоге у адаптивном имунитету”.

## Живот и каријера
Жил Офман је рођен 2. августа 1941. у граду Ехтернах у Луксембургу. Године 1969, На универзитету у Стразбуру Офман је стекао звање доктора наука за биологију. Од 1973. до 1974. похађао је постдокторске студије на Универзитету Марбург у Немачкој, а од 1964. до 1968. радио је као истраживач у француском Националном центру за научна истраживања. Године 1974. именован је за директора истраживачког центра.
Од 1978. до 2005. Офман је радио као директор Одељења „9022” за „имунски одговор и њихов развој у инсеката”.
У периоду од 1993. до 2005. је био на челу Института за молекуларну и ћелијску биологију у Стразбуру.
Жил Офман је члан неколико академија наука широм света и носилац бројник научних признања, од којих је сигурно најзначајније Нобелова награда.

## Допринос науци
Научници су већ дуг низ година у потрази за чуварима имуног одговора којим се човек и друге животиње бране од напада бактерија и других микроорганизама. Захваљујући истраживањима Жила Офман и Бруса Бојтлера откривени су протеински рецептори који могу да препознају такве микроорганизме и активирају урођени имунитет, као први корак у имуном одговору организма. Њихов рад је отворио нове путеве развоја превенције и терапије инфекција, рака и инфламаторних обољења.
Најновија истраживања Жила Офмана и сарадника првенствено су била усмерена на препознавању рецептора на које се везују бактеријски производи, липополисахариди (ЛПС), што може изазвати септички шок и угрозити живот у условима претеране стимулације имунског система.
Године 1998, Офман, Бојтлер и његове колеге открили су да су мишеви отпорни на ЛПС имали мутације гена које су биле веома сличне Toll гену воћне мушице. Овај ген, као и Toll рецептори (ТЛР) испоставило се да су пријемни рецептори за липополисахариде (ЛПС). Када се везује ЛПС, активирају се сигнали који изазивају запаљење, а када је појава ЛПС превелика — септички шок. Ова открића су показала да сисари и мушице користе сличне молекуле да активирају урођени имунитет у присуству патогених микроорганизама. Овим истраживањима Бојтлера и сарадника коначно су откривени сензори урођеног имунитета.
Откриће Офмана и Бруса Бојтлера изазвало је „експлозију” истраживања урођеног имунитета. Око десетак различитих Toll липопополисахаридних рецептора (ТЛРс) до сада је идентификовано код људи и мишева. Сваки од њих препознаје одређене врсте молекула уобичајених за одређен микроорганизам. Појединци са одређеним мутацијама у овим рецепторима носе повећан ризик од инфекција, док су код других генетске варијанте ТЛРс повезане са повећаним ризиком за хроничне запаљенске болести.
Ова открића Жила Офмана, Бруса Бојтлера и сарадника са којима је он поделио Нобелову награду на равне части, створила су могућност за даљи развој нових метода за спречавање и лечење болести, на пример побољшане вакцине против инфекција и покушај стимулације имунског система да нападне тумор. Ова открића, такође ће помоћи да се схвати зашто имунски систем може да нападне људска ткива, чиме се обезбеђују и нови методи у лечењу инфламаторних (аутоимуних) болести.
У току свог рада, Офман и његове колеге идентификовали су и гене важне у другим биолошким процесима, укључујући и регулацију апсорпције гвожђа, слуха, и ембрионалног развоја, јер њихови поремећаји код високо потентних мутагена (ENU) могу изазвати упадљиво ненормалне форме видљивих фенотипова.

## Награде и признања
Награде
- 2003: Награда „Вилијам Б. Коли” Института за истраживање канцера[8]
- 2004: Награда „Роберт Кох” (заједно са Брусом Бојтлером и Акиром Шизуом)[9]
- 2007: Награда „Балцан” (заједно са Брусом Бојтлером)[10]
- Жил Офман и Брус Бојтлер  и Göran K. Hansson (председавајући Нобеловог комитета за физиологију и медицину) након доделе Нобелове награде.    2010: Розенталова награда (заједно са Русланом М. Медхитовим)
- 2010: Награда Кејо
- 2011: Награда Gairdner Foundation International (заједно са Акиром Шизуом)
- 2011: Шоова награда (заједно са Брусом Бојтлером и Русланом М. Медхитовим)[11]
- 2011: Златна медаља Француског националног центра за научна истраживања (CNRS)
- 2011: Нобелова награда за физиологију или медицину (заједно са Брусом Бојтлером и Ралфом Стајнманом)[2]
- 2011: Награда

Признања
- 1965: Члан Луксембуршког Института за науку „Гранд-Дукал”
- 1987: Члан Академије наука Леополдине
- 1993: Члан Европске академије
- 1995: Члан Европске организације за молекуларну биологију
- 2003: Члан Америчке академије наука и уметности
- 2006: Страни члан Руске академије наука
- 2008: Страни сарадник Националне академије наука (САД)